# Biskupi i arcybiskupi Bogoty
Biskupi i arcybiskupi Bogoty – lista biskupów diecezjalnych i arcybiskupów kolumbijskiej archidiecezji Bogoty.

## Biskup Santafé w Nowej Granadzie
- Juan de los Barrios OFMObs. (1562–1564)

## Arcybiskupi Santafé w Nowej Granadzie
- Juan de los Barrios OFMObs. (1564–1569)
- Luis Zapata de Cárdenas OFMRec. (1570–1590)
- Alfonso López de Avila (1591)
- Bartolomé Martinez Menacho y Mesa 1593–1594)
- Bartolomé Lobo Guerrero (1596–1607)
- Juan Castro OSA (1608–1609)
- Pedro Ordóñez y Flórez (1610–1614)
- Hernando de Arias y Ugarte (1616–1625)
- Julián de Cortázar (1625–1630)
- Bernardino de Almansa Carrión (1631–1633)
- Cristóbal de Torres OP (1635–1654)
- Juan de Arguinao y Gutiérrez OP (1659–1678)
- Antonio Sanz Lozano (1680–1688)
- Ignacio de Urbina OSH (1689–1701)
- Francisco de Cosío y Otero (1704–1715)
- Francisco del Rincón OM (1716–1723)
- Antonio Claudio Alvarez de Quiñones (1725–1736)
- Juan de Galabis OPraem (1738–1739)
- Diego Fermín de Vergara OSA (1740–1744)
- Pedro Felipe de Azúa e Iturgoyen (1744–1753)
- José Javier de Arauz y Rojas (1753–1764)
- Manuel de Sosa y Béthencourt (1765)
- Francisco Antonio de la Riva y Mazo (1765–1768)
- Lucas Ramírez Galán OFM (1769–1770)
- Agustín Manuel Camacho y Rojas OP (1771–1774)
- Agustín de Alvarado y Castillo (1775–1778)
- Antonio Caballero y Góngora (1778–1788)
- Baltazar Jaime Martínez de Compañón (1788–1797)
- Fernando del Portillo y Torres OP (1798–1804)
- Juan Bautista Sacristán y Galiano (1804–1817)
- Isidoro Domínguez CRM (1819–1822)
- Fernando Caicedo y Flores (1827–1832)
- Manuel José Mosquera y Arboleda (1834–1853)
- Antonio Herrán y Zaldúa(1854–1868)
- Vicente Arbeláez Gómez (1868–1884)
- José Telésphor Paúl y Vargas SJ (1884–1889)
- Ignacio León Velasco SJ (1889–1891)
- Bernardo Herrera Restrepo (1891–1898)

## Arcybiskupi Bogoty
- Bernardo Herrera Restrepo (1898–1928)
- Ismael Perdomo Borrero (1928–1950)
- kard. Crisanto Luque Sánchez (1950–1959)
- kard. Luis Concha Córdoba (1959–1972)
- kard. Aníbal Muñoz Duque (1972–1984)
- kard. Mario Revollo Bravo (1984–1994)
- kard. Pedro Rubiano Sáenz (1994–2010)
- kard. Rubén Salazar Gómez (2010–2020)
- kard. Luis José Rueda Aparicio (od 2020)